# Randy Robitaille
Randy M. Robitaille (* 12. Oktober 1975 in Ottawa, Ontario) ist ein kanadischer Eishockeyspieler, der im Verlauf seiner aktiven Karriere zwischen 1993 und 2014 unter anderem 544 Spiele für die Boston Bruins, Nashville Predators, Los Angeles Kings, Pittsburgh Penguins, New York Islanders, Atlanta Thrashers, Minnesota Wild, Philadelphia Flyers und Ottawa Senators in der National Hockey League (NHL) auf der Position des Centers bestritten hat. Einen Großteil seiner Karriere verbrachte Robitaille aber auch in den höchsten Spielklassen der Schweiz und Russlands sowie in der American Hockey League (AHL), wo er im Jahr 1999 in Diensten der Providence Bruins mit dem Gewinn des Calder Cups seinen größten Karriereerfolg feierte.

## Karriere
Robitaille begann seine Karriere als Eishockeyspieler in seiner Heimatstadt bei den Ottawa Junior Senators, für die er von 1993 bis 1995 aktiv war. Anschließend besuchte er zwei Jahre lang die Miami University, für deren Eishockeymannschaft er parallel in der National Collegiate Athletic Association (NCAA) aktiv war. Am 27. März 1997 erhielt er einen Vertrag als Free Agent bei den Boston Bruins, für die er bis zum Ende der Saison 1996/97 in einem Spiel in der National Hockey League (NHL) auf dem Eis stand. In den folgenden beiden Jahren spielte er überwiegend für Bostons Farmteam Providence Bruins in der American Hockey League (AHL), während er nur zu insgesamt neun weiteren NHL-Einsätzen für Boston kam. Von 1999 bis 2001 spielte der Center für die Nashville Predators in der NHL, für deren Farmteam Milwaukee Admirals er parallel in der Saison 2000/01 in der International Hockey League auf dem Eis stand. Die Saison 2001/02 begann er bei den Los Angeles Kings in der NHL und deren AHL-Farmteam Manchester Monarchs, ehe er in den folgenden eineinhalb Jahren für das NHL-Team der Pittsburgh Penguins spielte. Kurz vor Ende der Saison 2002/03 wurde er schließlich zu den New York Islanders transferiert. In der Saison 2003/04 stürmte er wiederum für die Atlanta Thrashers.
Während des Lockouts in der Saison 2004/05 spielte Robitaille für die ZSC Lions in der Schweizer Nationalliga A (NLA). Dort wurde er auf Anhieb Topscorer und bester Vorlagengeber der Liga. Nach der Wiederaufnahme des Spielbetriebs in der NHL spielte er in der Saison 2005/06 für die Minnesota Wild. Die folgende Spielzeit begann er bei den Philadelphia Flyers und beendete sie bei seinem Ex-Team New York Islanders. In der Saison 2007/08 begann er bei Lokomotive Jaroslawl in der russischen Superliga. Für die Mannschaft erzielte er in 14 Spielen drei Tore und fünf Vorlagen, ehe er im Oktober 2007 als Free Agent von den Ottawa Senators aus seiner Heimatstadt verpflichtet wurde. Von 2008 bis 2010 spielte der Kanadier erneut in der Schweizer NLA, diesmal jedoch für den HC Lugano. Bei seinem zweiten Engagement in der Schweiz konnte er vor allem in der Saison 2009/10 überzeugen, als er erneut Topscorer und bester Vorlagengeber der Liga wurde. Die folgende Spielzeit verbrachte er bei den San Antonio Rampage in der AHL. Zur Saison 2011/12 wurde der langjährige NHL-Spieler von Metallurg Nowokusnezk aus der Kontinentalen Hockey-Liga (KHL) verpflichtet und spielte für diesen Klub bis zur Mitte der Saison 2012/13.
Zwischen Januar 2013 und dem Frühjahr 2014 stand Robitaille beim HK Donbass Donezk unter Vertrag und gewann während dieser Zeit mit dem Klub den IIHF Continental Cup der Saison 2012/13. Nach dieser Station beendete er seine Karriere als Aktiver.

## Erfolge und Auszeichnungen
| - 1995 CJHL First All-Star Team - 1996 CCHA All-Rookie Team - 1997 CCHA First All-Star Team - 1997 NCAA West First All-American Team - 1999 Teilnahme am AHL All-Star Classic - 1999 Calder-Cup-Gewinn mit den Providence Bruins - 1999 Les Cunningham Award - 1999 AHL First All-Star Team | - 2001 IHL-Spieler des Monats Februar - 2005 PostFinance Top Scorer - 2005 Bester Vorlagengeber der NLA - 2005 NLA Media All-Star-Team - 2010 PostFinance Top Scorer - 2010 Bester Vorlagengeber der NLA - 2010 NLA Media All-Star-Team - 2013 IIHF-Continental-Cup-Gewinn mit dem HK Donbass Donezk |

## Karrierestatistik
(Legende zur Spielerstatistik: Sp oder GP = absolvierte Spiele; T oder G = erzielte Tore; V oder A = erzielte Assists; Pkt oder Pts = erzielte Scorerpunkte; SM oder PIM = erhaltene Strafminuten; +/− = Plus/Minus-Bilanz; PP = erzielte Überzahltore; SH = erzielte Unterzahltore; GW = erzielte Siegtore; 1 Play-downs/Relegation; Kursiv: Statistik nicht vollständig)